# Patisc
Patisc (en llatí Patiscus) era un romà al que Ciceró menciona per primera vegada mentre era governador a Cilícia entre els anys 51 i 50 aC. Patisc s'encarregava de proveir de panteres i segurament d'altres animals salvatges destinats als espectacles dels edils que es feien a Roma.
Va donar suport als assassins de Juli Cèsar l'any 44 aC, i el 43 aC va servir com a proqüestor a l'Àsia dins de l'exèrcit republicà.